# NGC 7036
NGC 7036 – grupa gwiazd znajdująca się w gwiazdozbiorze Pegaza, odkryta przez Johna Herschela 11 października 1825 roku. Źródła różnie identyfikują ten obiekt – jako prawdopodobną pozostałość po gromadzie otwartej znajdującą się w odległości ok. 3262 lat świetlnych od Słońca, gwiazdę potrójną lub większą gromadę (rozmiary 8'×5'), w skład której wchodzi ta gwiazda potrójna. Pozycja gromady z gwiazdą potrójną różni się o kilka minut kątowych od pozostałości po gromadzie otwartej, tak więc obiekty te to różne, lecz blisko siebie położone grupy gwiazd.